# 부여군 을
부여군 을은 대한민국의 옛 국회의원 선거구이다. 당시 충청남도 부여군의 일부 지역을 관할했다.

## 역사
제헌 국회의원 선거를 앞두고 부여군 장암면, 석성면, 초촌면, 옥산면, 남면, 충화면, 양화면, 임천면, 세도면을 관할하는 선거구로 신설되었다.
제6대 국회의원 선거를 앞두고 부여군 갑, 을 선거구가 통합되면서 부여군 선거구를 이루게 됨에 따라 폐지되었다.

## 역대 국회의원
| 선거   | 정당 | 정당               | 의원   |
| ------ | ---- | ------------------ | ------ |
| 1948년 |      | 대한독립촉성국민회 | 김철수 |
| 1950년 |      | 무소속             | 이종순 |
| 1954년 |      | 자유당             | 조남수 |
| 1958년 |      | 자유당             | 임철호 |
| 1960년 |      | 민주당             | 이종순 |

## 역대 선거 결과

### 대한민국 제헌 국회의원 선거
|  | 36.62% |

|  | 25.48% |

|  | 21.03% |

|  | 10.51% |

|  | 6.34% |

### 대한민국 제2대 국회의원 선거
|  | 22.59% |

|  | 16.58% |

|  | 15.07% |

|  | 11.30% |

|  | 11.29% |

|  | 10.47% |

|  | 7.51% |

|  | 5.15% |

|  | 0% |

### 대한민국 제3대 국회의원 선거
|  | 36.15% |

|  | 28.10% |

|  | 10.02% |

|  | 9.02% |

|  | 5.99% |

|  | 5.20% |

|  | 3.32% |

|  | 2.15% |

### 대한민국 제4대 국회의원 선거
|  | 53.19% |

|  | 23.86% |

|  | 22.94% |

### 대한민국 제5대 국회의원 선거
|  | 37.18% |

|  | 22.54% |

|  | 21.46% |

|  | 9.91% |

|  | 6.69% |

|  | 2.17% |